# Taťána Jirousová
Taťána Jirousová (* 11. února 1954) je česká politička, v 90. letech 20. století a počátkem 21. století poslankyně Poslanecké sněmovny za KSČM.

## Biografie
Vystudovala Fakultu všeobecného lékařství na Univerzitě Karlově v Praze. Nastoupila pak do nemocnice v Táboře, kde pracovala v letech 1979–1990, zpočátku na pozici sekundářky, pak lékařky na JIP a nakonec jako zástupkyně přednosty II. interního oddělení. Pak do roku 1992 působila jako praktická lékařka ve Zdravotnickém zařízení Veselí nad Lužnicí a následně si založila soukromou lékařskou praxi. V roce 1978 vstoupila do KSČ. Je vdova, má dvě dcery.
Ve volbách v roce 1996 byla zvolena do poslanecké sněmovny za KSČM (volební obvod Jihočeský kraj). Mandát obhájila ve volbách v roce 1998. Zasedala ve sněmovním výboru pro sociální politiku a zdravotnictví.
O návrat do vysoké politiky se pokusila v senátních volbách roku 2008, kdy kandidovala za senátní obvod č. 12 – Strakonice. Získala ale jen necelých 16 % hlasů a nepostoupila do 2. kola. Angažuje se i v komunální politice. V komunálních volbách roku 1994, komunálních volbách roku 2002, komunálních volbách roku 2006 a komunálních volbách roku 2010 byl zvolena do zastupitelstva města Soběslav za KSČM. Profesně se uvádí jako soukromá lékařka.